# Fousseni Diawara
Fousseni Diawara (París, Francia, 28 de agosto de 1980) es un exfutbolista francés con ascendencia maliense. Desempeñándose como lateral derecho, jugó la mayor parte de su carrera deportiva en Francia (con una breve estancia en Grecia), retirándose en 2015.

## Carrera internacional
Pese a nacer en Francia, Diawara jugó para la selección de fútbol de Malí, entre 2001 y 2015. Con su selección disputaría la Copa de África de 2002, 2004, 2013 y 2015.

## Clubes
| Club                     | País    | Año         | Partidos | Goles |
| FC Red Star              | Francia | 1996 - 2001 | 26       | 0     |
| AS Saint-Étienne         | Francia | 2001 - 2008 | 119      | 3     |
| Stade Lavallois (cesión) | Francia | 2003 - 2004 | 20       | 3     |
| FC Sochaux (cesión)      | Francia | 2007        | 2        | 0     |
| Panionios NFC            | Grecia  | 2008 - 2009 | 8        | 0     |
| FC Istres                | Francia | 2009 - 2010 | 20       | 0     |
| AC Ajaccio               | Francia | 2010 - 2013 | 70       | 7     |
| Tours FC                 | Francia | 2013 - 2015 | 44       | 2     |